# Giro d'Itàlia de 2024, Etapa 1-Etapa 11
El Giro d'Itàlia de 2024 és la 107a edició del Giro d'Itàlia, la primera de les tres Grans Voltes. El Giro tingué inici a Venaria Reale el 4 de maig i l'onzena etapa acabà a Francavilla al Mare el 15 de maig. El final del Giro tindrà lloc a Roma el 26 de maig.

## Llegenda
| Llegenda                            | Llegenda                            | Llegenda                              | Llegenda                                 |
| ----------------------------------- | ----------------------------------- | ------------------------------------- | ---------------------------------------- |
| Líder de la classificació general   | Líder de la classificació general   | Líder de la classificació de muntanya | Líder de la classificació de la muntanya |
| Líder de la classificació per punts | Líder de la classificació per punts | Líder de la classificació dels joves  | Líder de la classificació dels joves     |
|                                     | Líder de la classificació Intergiro |                                       | Guanyador del Premi de la combativitat   |

## Etapa 1
4 de maig de 2024 – Venaria Reale fins a Torí, 140,0 km.
La primera etapa del Giro fou una etapa accidentada amb tres ports de categories 2, 3 i 4. Amb 130 km. per davant, es creà una escapada de sis ciclistes, entre ells Louis Barré (Arkéa–B&B Hotels), Amanuel Gebrezgabihier (Lidl–Trek) i Lilian Calmejane (Intermarché–Wanty). La fuga es mantingué fins que arribaren a la segona ascensió, quan Gebrezgabihier accelerà i guanyà temps respecte els seus competidors, però a uns 30 km. de l'arribada, Calmeajne passà al davant. Després de l'últim port categoritzat, Calmeajne es mantingué al capdavant i al gran grup es creà una altra escapada, que atrapà al líder a 10km. del final. En l'última ascensió no categoritzada, amb tres quilòmetres per acabar, Tadej Pogačar (UAE Team Emirates) feu un atac, que només fou seguit per Jhonatan Narváez (Ineos Grenadiers) i Maximilian Schachmann (Bora–Hansgrohe). La victòria d'etapa fou decidida entre els tres corredors de l'última escapada amb l'esprint final, que fou guanyat per Narváez, qui s'emportà la segona victòria al Giro i també els mallots rosa (general) i violeta (punts).
| Pos. | Corredor                    | Equip                      | Temps      |
| ---- | --------------------------- | -------------------------- | ---------- |
| 1    | Jhonatan Narváez (ECU)      | Ineos Grenadiers           | 3h 14' 23" |
| 2    | Maximilian Schachmann (GER) | Bora–Hansgrohe             | + 0"       |
| 3    | Tadej Pogačar (SLO)         | UAE Team Emirates          | + 0"       |
| 4    | Alex Baudin (FRA)           | Decathlon–AG2R La Mondiale | + 6"       |
| 5    | Nicola Conci (ITA)          | Alpecin–Deceuninck         | + 10"      |
| 6    | Quinten Hermans (BEL)       | Alpecin–Deceuninck         | + 10"      |
| 7    | Mauri Vansevenant (BEL)     | Soudal Quick–Step          | + 10"      |
| 8    | Antonio Tiberi (ITA)        | Bahrain Victorious         | + 10"      |
| 9    | Attila Valter (HUN)         | Team Visma–Lease a Bike    | + 10"      |
| 10   | Geraint Thomas (GBR)        | Ineos Grenadiers           | + 10"      |

| Pos. | Corredor                    | Equip                      | Temps      |
| ---- | --------------------------- | -------------------------- | ---------- |
| 1    | Jhonatan Narváez (ECU)      | Ineos Grenadiers           | 3h 14' 23" |
| 2    | Maximilian Schachmann (GER) | Bora–Hansgrohe             | + 3"       |
| 3    | Tadej Pogačar (SLO)         | UAE Team Emirates          | + 6"       |
| 4    | Alex Baudin (FRA)           | Decathlon–AG2R La Mondiale | + 16"      |
| 5    | Damiano Caruso (ITA)}}      | Bahrain Victorious         | + 17"      |
| 6    | Nicola Conci (ITA)          | Alpecin–Deceuninck         | + 18"      |
| 7    | Quinten Hermans (BEL)       | Alpecin–Deceuninck         | + 20"      |
| 8    | Mauri Vansevenant (BEL)     | Soudal Quick–Step          | + 20"      |
| 9    | Antonio Tiberi (ITA)        | Bahrain Victorious         | + 20"      |
| 10   | Attila Valter (HUN)         | Team Visma–Lease a Bike    | + 20"      |

## Etapa 2
5 d'abril de 2024 – San Francesco al Campo fins al Sacro Monte di Oropa, 161,0 km.
En la primera etapa acabada en alt, la primera meitat fou plana i donà per atacs matiners, però només un, amb cinc homes italians, tingué èxit; la fuga aconseguí separar-se quatre minuts del gran grup. Durant la primera ascensió categoritzada, Andrea Piccolo (EF Education–EasyPost), un corredor que es trobava a l'escapada, feu un atac i arribà a aconseguir una diferència de dos minuts respecte els seus perseguidors. Abans de començar l'últim port de categoria 1, Tadej Pogačar (UAE Team Emirates), un dels favorits per guanyar l'etapa, patí una punxada i una caiguda lleu. Amb l'ajuda del seu equip, tornà a incorporar-se al gran grup i a tres quilòmetres i mig de l'arribada llançà un atac que, en un inici, només seguí Ben O'Connor (Decathlon–AG2R La Mondiale, però finalment es distancià de la resta de corredors i travessà la línia d'arribada quasi mig minut abans que el segon. Amb aquesta victòria, Pogačar entrà a la llista de ciclistes amb victòries d'etapa a les tres Grans Voltes i també aconseguí el mallot rosa de la general i el blau del Gran Premi de la Muntanya.
| Pos. | Corredor                     | Equip                   | Temps      |
| ---- | ---------------------------- | ----------------------- | ---------- |
| 1    | Tadej Pogačar (SLO)          | UAE Team Emirates       | 3h 54' 20" |
| 2    | Daniel Felipe Martínez (COL) | Bora–Hansgrohe          | + 27"      |
| 3    | Geraint Thomas (GBR)         | Ineos Grenadiers        | + 27"      |
| 4    | Lorenzo Fortunato (ITA)      | Astana Qazaqstan Team   | + 27"      |
| 5    | Florian Lipowitz (GER)       | Bora–Hansgrohe          | + 27"      |
| 6    | Michael Storer (AUS)         | Tudor Pro Cycling Team  | + 30"      |
| 7    | Cian Uijtdebroeks (BEL)      | Team Visma–Lease a Bike | + 30"      |
| 8    | Einer Rubio (COL)            | Movistar Team           | + 30"      |
| 9    | Juan Pedro López (ESP)       | Lidl–Trek               | + 35"      |
| 10   | Jan Hirt (CZE)               | Soudal Quick–Step       | + 37"      |

| Pos. | Corredor                     | Equip                      | Temps      |
| ---- | ---------------------------- | -------------------------- | ---------- |
| 1    | Tadej Pogačar (SLO)          | UAE Team Emirates          | 7h 08' 29" |
| 2    | Geraint Thomas (GBR)         | Ineos Grenadiers           | + 45"      |
| 3    | Daniel Felipe Martínez (COL) | Bora–Hansgrohe             | + 45"      |
| 4    | Cian Uijtdebroeks (BEL)      | Team Visma–Lease a Bike    | + 54"      |
| 5    | Einer Rubio (COL)            | Movistar Team              | + 54"      |
| 6    | Lorenzo Fortunato (ITA)      | Astana Qazaqstan Team      | + 1' 05"   |
| 7    | Juan Pedro López (ESP)       | Lidl–Trek                  | + 1' 09"   |
| 8    | Jan Hirt (CZE)               | Soudal Quick–Step          | + 1' 11"   |
| 9    | Esteban Chaves (COL)         | EF Education–EasyPost      | + 1' 24"   |
| 10   | Ben O'Connor (AUS)           | Decathlon–AG2R La Mondiale | + 1' 24"   |

## Etapa 3
6 de maig de 2024 – Novara fins a Fossano, 166,0 km.
En la primera etapa generalment plana, tot i contenir una ascensió categoritzada, els atacs foren presents durant els primers 80 quilòmetres però no fou fins a estar a uns vuitanta quilòmetres de l'arribada que una escapada d'uns 25 corredors tingué èxit. Entre els escapats hi hagué Kaden Groves (Alpecin–Deceuninck), Biniam Girmay (Intermarché–Wanty), Tim Merlier (Soudal Quick–Step) i els corredors del Visma–Lease a Bike Christophe Laporte i Olav Kooij. Uns 40 quilòmetres més endavant, el gran grup i la fuga es tornaren a ajuntar. A 2,8 quilòmetres de l'arribada, el danès Mikkel Frølich Honoré (EF Education–EasyPost) feu un atac sorpresa que fou seguit per Tadej Pogačar (UAE Team Emirates) i Geraint Thomas (Ineos Grenadiers) els primers classificats de la general. El tres corredors es separaren uns cinc segons del gran grup però durant els últims 500 metres, Thomas i Pogačar foren atrapats. La victòria final fou per Merlier.
Pogačar mantingué els mallot rosa i el blau, com a líder de la general i del Gran Premi de la Muntanya, i Cian Uijtdebroeks (Team Visma–Lease a Bike) retingué el blanc com a líder de la classificació dels joves. Merlier aconseguí vestir-se amb el mallot violeta de la classificació dels punts.
| Pos. | Corredor                    | Equip                     | Temps      |
| ---- | --------------------------- | ------------------------- | ---------- |
| 1    | Tim Merlier (BEL)           | Soudal Quick–Step         | 3h 54' 35" |
| 2    | Jonathan Milan (ITA)        | Lidl–Trek                 | + 0"       |
| 3    | Biniam Girmay (ERI)         | Intermarché–Wanty         | + 0"       |
| 4    | Jenthe Biermans (BEL)       | Arkéa–B&B Hotels          | + 0"       |
| 5    | Tobias Lund Andresen (DEN)  | Team DSM–Firmenich PostNL | + 0"       |
| 6    | Olav Kooij (NED)            | Team Visma–Lease a Bike   | + 0"       |
| 7    | Ethan Vernon (GBR)          | Israel–Premier Tech       | + 0"       |
| 8    | Stanisław Aniołkowski (POL) | Cofidis                   | + 0"       |
| 9    | Fernando Gaviria (COL)      | Movistar Team             | + 0"       |
| 10   | Alberto Dainese (ITA)       | Tudor Pro Cycling Team    | + 0"       |

| Pos. | Corredor                     | Equip                      | Temps       |
| ---- | ---------------------------- | -------------------------- | ----------- |
| 1    | Tadej Pogačar (SLO)          | UAE Team Emirates          | 11h 03' 02" |
| 2    | Geraint Thomas (GBR)         | Ineos Grenadiers           | + 46"       |
| 3    | Daniel Felipe Martínez (COL) | Bora–Hansgrohe             | + 47"       |
| 4    | Einer Rubio (COL)            | Movistar Team              | + 56"       |
| 5    | Cian Uijtdebroeks (BEL)      | Team Visma–Lease a Bike    | + 56"       |
| 6    | Lorenzo Fortunato (ITA)      | Astana Qazaqstan Team      | + 1' 07"    |
| 7    | Juan Pedro López (ESP)       | Lidl–Trek                  | + 1' 11"    |
| 8    | Jan Hirt (CZE)               | Soudal Quick–Step          | + 1' 13"    |
| 9    | Aleksei Lutsenko (KAZ)       | Astana Qazaqstan Team      | + 1' 26"    |
| 10   | Ben O'Connor (AUS)           | Decathlon–AG2R La Mondiale | + 1' 26"    |

## Etapa 4
7 de maig de 2024 – Acqui Terme fins a Andora, 190,0 km.
La quarta etapa, amb 190 km. per davant, fou la més llarga fins al moment. Amb una primera meitat amb ascensió constant, Francisco Muñoz (Team Polti Kometa) llança un atac només començar i aquest fou seguit per Lilian Calmejane (Intermarché–Wanty) i Stefan de Bod (EF Education–EasyPost) i un quilòmetre més endavant se'ls uní Filippo Ganna (Ineos Grenadiers). Aquest últim, 20 km. més tard, acabà un altre cop al gran grup i quedà una escapada de tres ciclistes que arribà a tenir un avantatge de cinc minuts. En l'única ascensió puntuable del dia, Calmejane s'emportà els punts i després es deixà caure fins al gran grup, deixant a de Bod i a Muñoz al capdavant. A uns 5,5 km. de l'arribada els dos homes de l'escapada foren atrapats i 500 m. més endavant, Ganna llança un altre atac però 700 m. de l'arribada fou atrapat i el vencedor de l'etapa fou Jonathan Milan (Lidl–Trek), qui guanyà l'esprint final.
Les classificació general, de la muntanya i dels joves mantingueren els seus líders mentre que Milan es feu amb el mallot violeta de la classificació per punts.
| Pos. | Corredor                | Equip                         | Temps      |
| ---- | ----------------------- | ----------------------------- | ---------- |
| 1    | Jonathan Milan (ITA)    | Lidl–Trek                     | 4h 16' 03" |
| 2    | Kaden Groves (AUS)      | Alpecin–Deceuninck            | + 0"       |
| 3    | Phil Bauhaus (GER)      | Bahrain Victorious            | + 0"       |
| 4    | Olav Kooij (NED)        | Team Visma–Lease a Bike       | + 0"       |
| 5    | Tim Merlier (BEL)       | Soudal Quick–Step             | + 0"       |
| 6    | Davide Ballerini (ITA)  | Astana Qazaqstan Team         | + 0"       |
| 7    | Fernando Gaviria (COL)  | Movistar Team                 | + 0"       |
| 8    | Enrico Zanoncello (ITA) | VF Group–Bardiani CSF–Faizané | + 0"       |
| 9    | Madis Mihkels (EST)     | Intermarché–Wanty             | + 0"       |
| 10   | Giovanni Lonardi (ITA)  | Team Polti Kometa             | + 0"       |

| Pos. | Corredor                     | Equip                   | Temps       |
| ---- | ---------------------------- | ----------------------- | ----------- |
| 1    | Tadej Pogačar (SLO)          | UAE Team Emirates       | 15h 19' 05" |
| 2    | Geraint Thomas (GBR)         | Ineos Grenadiers        | + 46"       |
| 3    | Daniel Felipe Martínez (COL) | Bora–Hansgrohe          | + 47"       |
| 4    | Cian Uijtdebroeks (BEL)      | Team Visma–Lease a Bike | + 55"       |
| 5    | Einer Rubio (COL)            | Movistar Team           | + 56"       |
| 6    | Lorenzo Fortunato (ITA)      | Astana Qazaqstan Team   | + 1' 07"    |
| 7    | Juan Pedro López (ESP)       | Lidl–Trek               | + 1' 11"    |
| 8    | Jan Hirt (CZE)               | Soudal Quick–Step       | + 1' 13"    |
| 9    | Aleksei Lutsenko (KAZ)       | Astana Qazaqstan Team   | + 1' 26"    |
| 10   | Esteban Chaves (COL)         | EF Education–EasyPost   | + 1' 26"    |

## Etapa 5
8 de maig de 2024 – Gènova fins a Lucca, 178,0 km.
L'etapa número cinc del Giro tingué dues ascensions, de tercera i quarta categoria, puntuables i la resta del terreny, fou generalment pla. Amb menys de 20 quilòmetres recorreguts, es formà una escapada de quatre ciclistes: Lewis Askey (Groupama–FDJ), Mattia Bais (Team Polti Kometa), Simon Geschke (Cofidis) i Manuele Tarozzi (VF Group–Bardiani CSF–Faizané). Aquests aguantaren uns 40 quilòmetres fins que foren atrapats pel gran grup. A uns 80 quilòmetres de l'arribada hi hagué un atac per part de quatre corredors, qui formaren una altra escapada i arribaren a aconseguir una mica més d'un minut de diferència amb els perseguidors. Aquests quartet fou capaç d'arribar al final encara escapats i la victòria es decidí amb un esprint, que fou vençut pel francès Benjamin Thomas (Cofidis). Aquesta victòria fou el millor resultat per Thomas en carretera i també fou la primera victòria de l'equip Cofidis per la temporada 2024.
| Pos. | Corredor               | Equip                   | Temps      |
| ---- | ---------------------- | ----------------------- | ---------- |
| 1    | Thomas Benjamin (FRA)  | Cofidis                 | 3h 59' 59" |
| 2    | Michael Valgren (DEN)  | EF Education–EasyPost   | + 0"       |
| 3    | Andrea Pietrobon (ITA) | Team Polti Kometa       | + 0"       |
| 4    | Enzo Paleni (FRA)      | Groupama–FDJ            | + 3"       |
| 5    | Jonathan Milan (ITA)   | Lidl–Trek               | + 11"      |
| 6    | Caleb Ewan (AUS)       | Team Jayco AlUla        | + 11"      |
| 7    | Phil Bauhaus (GER)     | Bahrain Victorious      | + 11"      |
| 8    | Tim Merlier (BEL)      | Soudal Quick–Step       | + 11"      |
| 9    | Olav Kooij (NED)       | Team Visma–Lease a Bike | + 11"      |
| 10   | Madis Mihkels (EST)    | Intermarché–Wanty       | + 11"      |

| Pos. | Corredor                     | Equip                   | Temps       |
| ---- | ---------------------------- | ----------------------- | ----------- |
| 1    | Tadej Pogačar (SLO)          | UAE Team Emirates       | 19h 19' 15" |
| 2    | Geraint Thomas (GBR)         | Ineos Grenadiers        | + 46"       |
| 3    | Daniel Felipe Martínez (COL) | Bora–Hansgrohe          | + 47"       |
| 4    | Cian Uijtdebroeks (BEL)      | Team Visma–Lease a Bike | + 55"       |
| 5    | Einer Rubio (COL)            | Movistar Team           | + 56"       |
| 6    | Lorenzo Fortunato (ITA)      | Astana Qazaqstan Team   | + 1' 07"    |
| 7    | Juan Pedro López (ESP)       | Lidl–Trek               | + 1' 11"    |
| 8    | Jan Hirt (CZE)               | Soudal Quick–Step       | + 1' 13"    |
| 9    | Aleksei Lutsenko (KAZ)       | Astana Qazaqstan Team   | + 1' 26"    |
| 10   | Esteban Chaves (COL)         | EF Education–EasyPost   | + 1' 26"    |

## Etapa 6
9 de maig de 2024 – Viareggio fins a Rapolano Terme, 180,0 km.
La sisena etapa del Giro veié atacs constants però cap fou definitiu, fins que després d'uns 90 quilòmetres recorreguts, una escapada de sis corredors, entre ells Julian Alaphilippe (Soudal Quick–Step), Kaden Groves (Alpecin–Deceuninck), Luke Plapp (Team Jayco AlUla), Pelayo Sánchez (Movistar Team) i Matteo Trentin (Tudor Pro Cycling Team), entre d'altres, aconseguiren separar-se del gran grup i arribar a estar a tres minuts d'ells. A les zones de grava, ciclistes de l'escapada començaren a despenjar-se i només quedaren tres corredors: Alaphilippe, Plapp i Sánchez. Els tres ciclistes arribaren a tenir uns dos minuts i mig d'avantatge respecte el gran grup i arribaren sols per disputar la victòria d'etapa. Finalment, l'espanyol Pelayo Sánchez acabà venent a Alaphilippe i Plapp, qui quedaren segon i tercer respectivament. Amb aquesta victòria, Espanya trencà una sequera de cinc anys de no guanyar cap etapa al Giro d'Itàlia.
| Pos. | Corredor                     | Equip                 | Temps      |
| ---- | ---------------------------- | --------------------- | ---------- |
| 1    | Pelayo Sánchez (ESP)         | Movistar Team         | 4h 01' 08" |
| 2    | Julian Alaphilippe (FRA)     | Soudal Quick–Step     | + 0"       |
| 3    | Luke Plapp (AUS)             | Team Jayco AlUla      | + 1"       |
| 4    | Andrea Piccolo (ITA)         | EF Education–EasyPost | + 24"      |
| 5    | Jhonatan Narváez (ECU)       | Ineos Grenadiers      | + 29"      |
| 6    | Luka Mezgec (SLO)            | Team Jayco AlUla      | + 29"      |
| 7    | Quinten Hermans (BEL)        | Alpecin–Deceuninck    | + 29"      |
| 8    | Nick Schultz (AUS)           | Israel–Premier Tech   | + 29"      |
| 9    | Daniel Felipe Martínez (COL) | Bora–Hansgrohe        | + 29"      |
| 10   | Aleksei Lutsenko (KAZ)       | Astana Qazaqstan Team | + 29"      |

| Pos. | Corredor                     | Equip                   | Temps       |
| ---- | ---------------------------- | ----------------------- | ----------- |
| 1    | Tadej Pogačar (SLO)          | UAE Team Emirates       | 23h 20' 52" |
| 2    | Geraint Thomas (GBR)         | Ineos Grenadiers        | + 46"       |
| 3    | Daniel Felipe Martínez (COL) | Bora–Hansgrohe          | + 47"       |
| 4    | Cian Uijtdebroeks (BEL)      | Team Visma–Lease a Bike | + 55"       |
| 5    | Einer Rubio (COL)            | Movistar Team           | + 56"       |
| 6    | Lorenzo Fortunato (ITA)      | Astana Qazaqstan Team   | + 1' 07"    |
| 7    | Juan Pedro López (ESP)       | Lidl–Trek               | + 1' 11"    |
| 8    | Jan Hirt (CZE)               | Soudal Quick–Step       | + 1' 13"    |
| 9    | Aleksei Lutsenko (KAZ)       | Astana Qazaqstan Team   | + 1' 26"    |
| 10   | Esteban Chaves (COL)         | EF Education–EasyPost   | + 1' 26"    |

## Etapa 7
10 de maig de 2024 – Foligno fins a Perusa, 40,6 km.
La setena etapa fou la primera contrarellotge del Giro d'Itàlia i tingué un terreny pla en la major part del recorregut però durant els últims 6 quilòmetres hi hagué un port de quarta categoria que s'inicià amb rampes d'entre el 10 i 11% i també tingué rampes de fins al 16%. En una etapa amb Filippo Ganna (Ineos Grenadiers) com a gran favorit per guanyar i on la general podia patir canvis, Ganna marcà millors marques al primer i segon parcial i sobrepassà a cinc ciclistes que començaren abans que ell. Després d'una gran etapa, Ganna aconseguí estar-se líder preliminar fins quasi al final. Geraint Thomas (Ineos Grenadiers) fou el penúltim ciclista en sortir i Tadej Pogačar (UAE Team Emirates) fou l'últim. Thomas i Pogačar passaren en temps molt similars pel primer parcial, però en el segon, l'eslovè ja superà al gal·lès en 40 segons, però encara passà 47 segons més tard del que Ganna ho feu. En l'ascensió, Pogačar fou capaç de reduir diferències i creuà la línia d'arribada 17 segons abans que Ganna, guanyant així la setena etapa del Giro i la seva segona etapa en aquesta Gran Volta.
A la general, Pogačar es mantingué líder amb dos minuts i mig de diferència respecte el segon classificat. Thomas, qui quedà desè, baixà a la tercera posició Martínez pujà a la segona. Les classificacions de punts i de la muntanya no canviaren de líders, però la dels joves veié com Luke Plapp (Team Jayco AlUla) aconseguia el mallot blanc.
| Pos. | Corredor                     | Equip              | Temps    |
| ---- | ---------------------------- | ------------------ | -------- |
| 1    | Tadej Pogačar (SLO)          | UAE Team Emirates  | 51' 44"  |
| 2    | Filippo Ganna (ITA)          | Ineos Grenadiers   | + 17"    |
| 3    | Magnus Sheffield (USA)       | Ineos Grenadiers   | + 49"    |
| 4    | Thymen Arensman (NED)        | Ineos Grenadiers   | + 1' 00" |
| 5    | Maximilian Schachmann (GER)  | Bora–Hansgrohe     | + 1' 05" |
| 6    | Antonio Tiberi (ITA)         | Bahrain Victorious | + 1' 21" |
| 7    | Luke Plapp (AUS)             | Team Jayco AlUla   | + 1' 45" |
| 8    | Daniel Felipe Martínez (COL) | Bora–Hansgrohe     | + 1' 49" |
| 9    | Mikkel Bjerg (DEN)           | UAE Team Emirates  | + 1' 56" |
| 10   | Geraint Thomas (GBR)         | Ineos Grenadiers   | + 2' 00" |

| Pos. | Corredor                     | Equip                      | Temps       |
| ---- | ---------------------------- | -------------------------- | ----------- |
| 1    | Tadej Pogačar (SLO)          | UAE Team Emirates          | 24h 12' 36" |
| 2    | Daniel Felipe Martínez (COL) | Bora–Hansgrohe             | 2' 36"      |
| 3    | Geraint Thomas (GBR)         | Ineos Grenadiers           | 2' 46"      |
| 4    | Ben O'Connor (AUS)           | Decathlon–AG2R La Mondiale | 3' 33"      |
| 5    | Luke Plapp (AUS)             | Team Jayco AlUla           | 3' 42"      |
| 6    | Aleksei Lutsenko (KAZ)       | Astana Qazaqstan Team      | 3' 49"      |
| 7    | Cian Uijtdebroeks (BEL)      | Team Visma–Lease a Bike    | 3' 50"      |
| 8    | Antonio Tiberi (ITA)         | Bahrain Victorious         | 4' 11"      |
| 9    | Filippo Zana (ITA)           | Team Jayco AlUla           | 4' 41"      |
| 10   | Lorenzo Fortunato (ITA)      | Astana Qazaqstan Team      | 4' 44"      |

## Etapa 8
11 de maig de 2024 – Spoleto fins a Prati di Tivo, 152,0 km.
En la primera etapa de muntanya i segon final en alt, només hi hagué tres ports puntuables, l'últim essent de primera categoria. Els primers quilòmetres de cursa veieren com grups de ciclistes es separaven del gran grup durant la primera ascensió no puntuable. Durant els següents quilòmetres, els ciclistes avançats anaren atacant fins que al peu del primer port categoritzat es formà una escapada de 14 corredors, entre ells Julian Alaphilippe (Soudal Quick–Step), Romain Bardet (Team DSM–Firmenich PostNL), Nairo Quintana (Movistar Team) i Jhonatan Narváez (Ineos Grenadiers). L'escapada es mantingué líder però no hi hagué massa cooperació i no aconseguiren una gran avantatge respecte el gran grup. En el segon port puntuable, tot i que hi hagué una acceleració en el grup líder, un cop fet el descens, només 20 segons els separaren del gran grup. Amb l'UAE Team Emirates tirant del gran grup per posicionar al seu líder Tadej Pogačar, ciclistes caigueren del gran grup i quedà un grup reduït amb els favorits, mentre que a l'escapada només quedà el francès Aurélien Paret-Peintre (Decathlon–AG2R La Mondiale). A quatre quilòmetres de l'arribada, Paret-Peintre fou atrapat pel grup de favorits. Antonio Tiberi (Bahrain Victorious) feu un atac dos quilòmetres més endavant i a 800 metres Michael Storer (Tudor Pro Cycling Team) en feu un altre; tots dos foren seguit per tot el grup. A pocs metres de l'arribada, Pogačar, guiat pel seu company d'equip Rafał Majka, atacà i guanyà l'esprint final.
A la classificació general i a la de la muntanya, Pogačar augmentà la diferència de temps respecte la resta de corredors. La classificació de punts mantingué el seu líder, mentre que la dels joves veié com Cian Uijtdebroeks (Team Visma–Lease a Bike) recuperava el mallot blanc.
| Pos. | Corredor                     | Equip                      | Temps      |
| ---- | ---------------------------- | -------------------------- | ---------- |
| 1    | Tadej Pogačar (SLO)          | UAE Team Emirates          | 4h 02' 16" |
| 2    | Daniel Felipe Martínez (COL) | Bora–Hansgrohe             | + 0"       |
| 3    | Ben O'Connor (AUS)           | Decathlon–AG2R La Mondiale | + 0"       |
| 4    | Antonio Tiberi (ITA)         | Bahrain Victorious         | + 2"       |
| 5    | Geraint Thomas (GBR)         | Ineos Grenadiers           | + 2"       |
| 6    | Einer Rubio (COL)            | Movistar Team              | + 2"       |
| 7    | Cian Uijtdebroeks (BEL)      | Team Visma–Lease a Bike    | + 2"       |
| 8    | Thymen Arensman (NED)        | Ineos Grenadiers           | + 11"      |
| 9    | Michael Storer (AUS)         | Tudor Pro Cycling Team     | + 13"      |
| 10   | Alex Baudin (FRA)            | Decathlon–AG2R La Mondiale | + 21"      |

| Pos. | Corredor                     | Equip                      | Temps       |
| ---- | ---------------------------- | -------------------------- | ----------- |
| 1    | Tadej Pogačar (SLO)          | UAE Team Emirates          | 24h 12' 36" |
| 2    | Daniel Felipe Martínez (COL) | Bora–Hansgrohe             | + 2' 40"    |
| 3    | Geraint Thomas (GBR)         | Ineos Grenadiers           | + 2' 58"    |
| 4    | Ben O'Connor (AUS)           | Decathlon–AG2R La Mondiale | + 3' 39"    |
| 5    | Cian Uijtdebroeks (BEL)      | Team Visma–Lease a Bike    | + 4' 02"    |
| 6    | Antonio Tiberi (ITA)         | Bahrain Victorious         | + 4' 23"    |
| 7    | Lorenzo Fortunato (ITA)      | Astana Qazaqstan Team      | + 5' 15"    |
| 8    | Einer Rubio (COL)            | Movistar Team              | + 5' 28"    |
| 9    | Thymen Arensman (NED)        | Ineos Grenadiers           | + 5' 30"    |
| 10   | Jan Hirt (CZE)               | Soudal Quick–Step          | + 5' 53"    |

## Etapa 9
12 de maig de 2024 – Avezzano fins a Nàpols, 214 km.
La novena etapa del Giro veié l'escapada més matinera fins al moment, doncs el duo italià del Team Polti Kometa, format per Mirco Maestri i Andrea Pietrobon, llançà un atac un quilòmetre després d'aixecar la bandera. La parella es mantingué escapada durant bona part del recorregut i arribà a aconseguir 3 minuts i mig respecte el gran grup. En l'única ascensió categoritzada del dia, corredors s'anaren despenjant del gran grup i, amb 27 quilòmetres per acabar, Julian Alaphilippe (Soudal Quick–Step) llançà un atac, al qual s'hi uniren alguns corredors, però només Ewen Costiou (Arkéa–B&B Hotels) s'hi pogué mantenir i, a 17 quilòmetres del final, els dos francesos eren caps de carrera. A 7,5 quilòmetres de l'arribada, Jhonatan Narváez (Ineos Grenadiers) feu un atac, mentre que Alaphilippe fou caçat per gran grup. Cinc quilòmetres més tard, Narváez encara mantenia una diferència d'onze segons, però a 300 metres, Tadej Pogačar UAE Team Emirates llançà un esprint per ajudar al seu company d'equip Juan Sebastián Molano i el gran grup atrapà a Narváez. Olav Kooij (Team Visma–Lease a Bike) fou el vencedor de l'esprint final, seguit per Jonathan Milan (Lidl–Trek) i Molano.
Tadej Pogačar entrà al primer dia de descans com a líder de la classificació general i també del Gran Premi de la Muntanya. Jonathan Milan també es mantingué líder de la classificació per punts i Cian Uijtdebroeks (Team Visma–Lease a Bike) com a primer classificat del joves.
| Pos. | Corredor                    | Equip                      | Temps      |
| ---- | --------------------------- | -------------------------- | ---------- |
| 1    | Olav Kooij (NED)            | Team Visma–Lease a Bike    | 4h 44' 22" |
| 2    | Jonathan Milan (ITA)        | Lidl–Trek                  | + 0"       |
| 3    | Juan Sebastián Molano (COL) | UAE Team Emirates          | + 0"       |
| 4    | Alberto Dainese (ITA)       | Tudor Pro Cycling Team     | + 0"       |
| 5    | Danny van Poppel (NED)      | Bora–Hansgrohe             | + 0"       |
| 6    | Madis Mihkels (EST)         | Intermarché–Wanty          | + 0"       |
| 7    | Kaden Groves (AUS)          | Alpecin–Deceuninck         | + 0"       |
| 8    | Andrea Vendrame (ITA)       | Decathlon–AG2R La Mondiale | + 0"       |
| 9    | Davide Ballerini (ITA)      | Astana Qazaqstan Team      | + 0"       |
| 10   | Max Kanter (GER)            | Astana Qazaqstan Team      | + 0"       |

| Pos. | Corredor                     | Equip                      | Temps       |
| ---- | ---------------------------- | -------------------------- | ----------- |
| 1    | Tadej Pogačar (SLO)          | UAE Team Emirates          | 32h 59' 04" |
| 2    | Daniel Felipe Martínez (COL) | Bora–Hansgrohe             | + 2' 40"    |
| 3    | Geraint Thomas (GBR)         | Ineos Grenadiers           | + 2' 58"    |
| 4    | Ben O'Connor (AUS)           | Decathlon–AG2R La Mondiale | + 3' 39"    |
| 5    | Cian Uijtdebroeks (BEL)      | Team Visma–Lease a Bike    | + 4' 02"    |
| 6    | Antonio Tiberi (ITA)         | Bahrain Victorious         | + 4' 23"    |
| 7    | Lorenzo Fortunato (ITA)      | Astana Qazaqstan Team      | + 5' 15"    |
| 8    | Einer Rubio (COL)            | Movistar Team              | + 5' 28"    |
| 9    | Thymen Arensman (NED)        | Ineos Grenadiers           | + 5' 30"    |
| 10   | Jan Hirt (CZE)               | Soudal Quick–Step          | + 5' 53"    |

## Dia de descans 1
13 de maig de 2024 – Nàpols

## Etapa 10
14 de maig de 2024 – Pompeia fins a Cusano Mutri, 142,0 km.
La desena etapa, una de les més curtes del Giro 2024, fou de mitjana muntanya però amb final en alt i en un port de primera categoria. Al principi de la cursa, Simon Clarke (Israel–Premier Tech), Alessandro De Marchi (Team Jayco AlUla) i Quinten Hermans (Alpecin–Deceuninck) crearen una escapada que amb prou feines arribà a estar a un minut i mig de separació del gran grup. Abans d'arribar a la primera ascensió puntuable del dia, es creà una segona escapada, que comptà amb corredors com Julian Alaphilippe (Soudal Quick–Step), Romain Bardet (Team DSM–Firmenich PostNL), Filippo Ganna (Ineos Grenadiers), Simon Geschke (Cofidis), Aurélien Paret-Peintre (Decathlon–AG2R La Mondiale) i Filippo Zana (Team Jayco AlUla). Per fer l'ascensió, les dues escapades s'ajuntaren i feren el port com a única escapada. Aquest grup, de més de 25 ciclistes, es continuà separant del gran grup fins a obtenir un avantatge de més de tres minuts. A uns 35 quilòmetres de la línia d'arribada, l'eslovè Jan Tratnik (Team Visma–Lease a Bike), atacà i es distancià de l'escapada. Al peu del port de primera categoria, el gran grup es trobà a cinc minuts del líder de l'etapa. Durant l'ascensió, Tratnik fou atrapat per Valentin Paret-Peintre (Decathlon–AG2R La Mondiale) i fou el francès qui s'emportà la victòria de l'etapa, seguit per Bardet i per Tratnik.
A les classificacions principals, totes mantingueren els seus líders, però la general veié com Romain Bardet escalava fins a la setena posició Filippo Zana fins a la novena.
| Pos. | Corredor                     | Equip                         | Temps      |
| ---- | ---------------------------- | ----------------------------- | ---------- |
| 1    | Valentin Paret-Peintre (FRA) | Decathlon–AG2R La Mondiale    | 3h 43' 50" |
| 2    | Romain Bardet (FRA)          | Team DSM–Firmenich PostNL     | + 29"      |
| 3    | Jan Tratnik (SLO)            | Team Visma–Lease a Bike       | + 1' 01"   |
| 4    | Andrea Bagioli (ITA)         | Lidl–Trek                     | + 1' 18"   |
| 5    | Aurélien Paret-Peintre (FRA) | Decathlon–AG2R La Mondiale    | + 1' 25"   |
| 6    | Simon Geschke (GER)          | Cofidis                       | + 1' 25"   |
| 7    | Filippo Zana (ITA)           | Team Jayco AlUla              | + 1' 25"   |
| 8    | Domenico Pozzovivo (ITA)     | VF Group–Bardiani CSF–Faizané | + 1' 25"   |
| 9    | Nicola Conci (ITA)           | Alpecin–Deceuninck            | + 1' 41"   |
| 10   | Estevan Chaves (COL)         | EF Education–EasyPost         | + 1' 56"   |

| Pos. | Corredor                     | Equip                      | Temps       |
| ---- | ---------------------------- | -------------------------- | ----------- |
| 1    | Tadej Pogačar (SLO)          | UAE Team Emirates          | 26h 46' 08" |
| 2    | Daniel Felipe Martínez (COL) | Bora–Hansgrohe             | + 2' 40"    |
| 3    | Geraint Thomas (GBR)         | Ineos Grenadiers           | + 2' 58"    |
| 4    | Ben O'Connor (AUS)           | Decathlon–AG2R La Mondiale | + 3' 39"    |
| 5    | Cian Uijtdebroeks (BEL)      | Team Visma–Lease a Bike    | + 4' 15"    |
| 6    | Antonio Tiberi (ITA)         | Bahrain Victorious         | + 4' 27"    |
| 7    | Romain Bardet (FRA)          | Team DSM–Firmenich PostNL  | + 4' 57"    |
| 8    | Lorenzo Fortunato (ITA)      | Astana Qazaqstan Team      | + 5' 19"    |
| 9    | Filippo Zana (ITA)           | Team Jayco AlUla           | + 5' 23"    |
| 10   | Einer Rubio (COL)            | Movistar Team              | + 5' 28"    |

## Etapa 11
15 de maig de 2024 – Foiano di Val Fortore fins a Francavilla al Mare, 207,0 km.
En una onzena etapa generalment plana, amb l'excepció d'un port de quarta categoria, i una de les més llargues, un atac matiner del francès Thomas Champion (Cofidis) creà una escapada de tres ciclistes, Champions i els corredors del Team Visma–Lease a Bike Edoardo Affini i Tim Van Dijke. L'escapada aconseguí estar a quasi tres minuts de separació, fins que a uns 35 quilòmetres de la línia d'arribada, el gran grup atrapà als tres homes de l'escapada. A 300 metres de l'arribada, durant l'esprint final, hi hagué una caiguda de tres corredors, entre ells Fabio Jakobsen (Team DSM–Firmenich PostNL), qui es veié obligat a abandonar i no prengué sortida en la següent etapa. Finalment, l'etapa fou vençuda per Jonathan Milan (Lidl–Trek), qui s'emportà la seva segona victòria al Giro. En un inici, Tim Merlier (Soudal Quick–Step) fou el segon en passar per la línia d'arribada, però més tard, caigué fins a la 89a posició, doncs durant l'esprint tallà el pas a Juan Sebastián Molano (UAE Team Emirates).
A les classificacions general, de punts i de la muntanya no hi hagueren canvis de líder, mentre que en la de joves, Antonio Tiberi (Bahrain Victorious) es convertí en líder de la classificació després que el belga Cian Uijtdebroeks (Team Visma–Lease a Bike), qui era líder dels joves, tingués que abandonar el Giro.
| Pos. | Corredor                    | Equip                         | Temps      |
| ---- | --------------------------- | ----------------------------- | ---------- |
| 1    | Jonathan Milan (ITA)        | Lidl–Trek                     | 4h 23' 18" |
| 2    | Kaden Groves (AUS)          | Alpecin–Deceuninck            | + 0"       |
| 3    | Giovanni Lonardi (ITA)      | Team Polti Kometa             | + 0"       |
| 4    | Laurence Pithie (FRA)       | Groupama–FDJ                  | + 0"       |
| 5    | Sebastián Molano (COL)      | UAE Team Emirates             | + 0"       |
| 6    | Danny van Poppel (NED)      | Bora–Hansgrohe                | + 0"       |
| 7    | Fernando Gaviria (COL)      | Movistar Team                 | + 0"       |
| 8    | Phil Bauhaus (GER)          | Bahrain Victorious            | + 0"       |
| 9    | Stanisław Aniołkowski (POL) | Cofidis                       | + 0"       |
| 10   | Enrico Zanoncello (ITA)     | VF Group–Bardiani CSF–Faizané | + 0"       |

| Pos. | Corredor                     | Equip                      | Temps       |
| ---- | ---------------------------- | -------------------------- | ----------- |
| 1    | Tadej Pogačar (SLO)          | UAE Team Emirates          | 41h 09' 26" |
| 2    | Daniel Felipe Martínez (COL) | Bora–Hansgrohe             | + 2' 40"    |
| 3    | Geraint Thomas (GBR)         | Ineos Grenadiers           | + 2' 56"    |
| 4    | Ben O'Connor (AUS)           | Decathlon–AG2R La Mondiale | + 3' 39"    |
| 5    | Antonio Tiberi (ITA)         | Bahrain Victorious         | + 4' 27"    |
| 6    | Romain Bardet (FRA)          | Team DSM–Firmenich PostNL  | + 4' 57"    |
| 7    | Lorenzo Fortunato (ITA)      | Astana Qazaqstan Team      | + 5' 19"    |
| 8    | Filippo Zana (ITA)           | Team Jayco AlUla           | + 5' 23"    |
| 9    | Einer Rubio (COL)            | Movistar Team              | + 5' 28"    |
| 10   | Thymen Arensman (NED)        | Ineos Grenadiers           | + 5' 52"    |